# Assalt a l'ambaixada turca d'Ottawa
L'assalt a l'ambaixada turca d'Ottawa fou l'atac perpetrat el 12 de març de 1985 per part de l'Exèrcit Revolucionari Armeni contra l'ambaixada turca d'Ottawa, al Canadà.

## L'atac
L'assalt a l'ambaixada s'inicia poc abans de les 7:00 del matí, quan tres membres de l'ERA, viatjant en un camió de mudances llogat, van arribar a l'entrada de l'ambaixada turca, situada a Wurtemburg Street, en el districte de les ambaixades de la capital canadenca, a uns 2 km de Parliament Hill. Van saltar la tanca i van obrir foc contra la caseta de guàrdia a prova de bales. L'agent de seguretat Claude Brunelle, un estudiant de la Universitat d'Ottawa de 31 anys, es trobava de servei en aquell moment. Tal com es va iniciar l'atac, Brunelle va marcar el codi d'emergència i va sortir per repel·lir l'atac. Va disparar quatre trets als assaltants abans de rebre dues bales al pit, morint instantàniament.
Utilitzant una potent bomba casolana, els assaltants van destruir la potent porta d'entrada de l'edifici de l'ambaixada, de dues plantes i estil Tudor, que era també l'habitatge de l'ambaixador. Un cop a dins, van començar a capturar ostatges, incloses la muller de l'ambaixador turc i la seva filla adolescent. En total van retenir unes 12 persones. L'ambaixador Coşkun Kırca, un diplomàtic veterà amb experiència a les Nacions Unides, que portava menys de dos anys al càrrec, va aconseguir escapar saltant des de la segona planta de l'edifici, a través d'una finestra, cap a la sortida del darrere, trencant-se el braç dret, la cama dreta i la pelvis.
La resposta policial fou gairebé immediata. En tres minuts, els oficials ja es trobaven a l'escena. Quatre hores després, els assaltants van alliberar tots els ostatges i es van rendir: van llançar les armes i van sortir amb les mans enlaire, cridant només als policies que no disparessin. Abans, en converses per telèfon amb periodistes, van reclamar que intercanviarien els ostatges si Turquia donava a conèixer el genocidi armeni de 1915 i retornava el territori confiscat de l'Armènia occidental. Els assaltants, que es van acreditar com a membres de l'Exèrcit Revolucionari Armeni, van explicar a la policia d'Ottawa que havien assaltat l'ambaixada turca per "fer pagar a Turquia pel genocidi armeni" del 1915.

## Antecedents
Aquest va ser el tercer assalt a diplomàtics turcs succeït a Ottawa per part d'homes armats armenis en tres anys: l'abril de 1982, l'adjunt comercial de l'ambaixada, Kani Güngör, fou disparat i ferit de manera crítica en un aparcament. Ràpidament, l'Exèrcit Secret Armeni per a l'Alliberament d'Armènia va adjudicar-se l'atac, que va deixar al diplomàtic turc paralític. Quatre mesos després, l'agost del mateix any, l'agregat militar de l'ambaixada, el coronel Atilla Altıkat, va ser assassinat quan fou disparat mentre conduïa cap a la feina. En aquest cas foren els Commandos Justícia contra el Genocidi Armeni qui reclamaren l'autoria de l'atemptat. A més, en altres països també es van produir atacs per part d'armenis contra objectius turcs, principalment diplomàtics, entre 1973 i 1994.

## Acusació i judici
Els atacants, Kevork Marachelian, de 35 anys, de LaSalle (Quebec), Rafi Panos Titizian, de 27 anys, de Scarborough, Ontario, i Ohannes Noubarian, de 30 anys, de Mont-real, van ser acusats d'assassinat en primer grau del guàrdia de seguretat en el transcurs de l'assalt a l'ambaixada turca. També van haver de fer front als càrrecs d'atac a unes instal·lacions diplomàtiques, de posar en perill la vida de l'ambaixador Coskun Kirca, provocant una explosió per entrar a l'ambaixada, i possessió de granades, pistoles i escopetes. Chahe Philippe Arslanian, advocat de dos dels acusats, va dir que els seus clients eren "no culpables". “És evident que això no fou un acte criminal, sinó polític," exposà Arslanian als periodistes.
Un any més tard, el 14 d'octubre de 1986, els tres homes foren portats a judici. Un jurat de la Cort Suprema d'Ontario va deliberar durant 8½ abans de declarar a Noubarian, Marachelian i Titizian culpables d'assassinat en primer grau. El jutge David Watt va imposar com a sentència la cadena perpètua als condemnats sense possibilitat de llibertat condicional en els següents 25 anys.
Després que el jurat donés el seu veredicte i fos despatxat, Noubarian va dir a la cort que els seus actes derivaven dels ideals nacionals que compartien els tres acusats. No obstant, "un fet indesitjable i lamentable va passar i el sr. Brunelle va morir, provocant l'esborrament dels nostres objectius i la nostre persecució i judici com a simples criminals. Però empresonant uns individus no es ferirà la causa armènia. Els individus són mortals, però la nació armènia viu, i mentre segueixi vivint sempre reclamarà els seus drets."
El febrer de 2005 la Junta Nacional de Llibertat Condicional del Canadà va permetre a un dels tres homes, Marachelian, visitar la seva família per primera vegada en 20 anys. La Junta li permeté dues visites més els darrers 6 mesos, durant els quals havia d'anar acompanyat d'un agent del servei correccional.
Marachelian i Noubarian van ser alliberats de la presó el 19 de febrer de 2010. Rafi Titizian també fou alliberat l'abril del mateix any i enviat a Armènia, on es va reunir amb la seva família.

## Conseqüències
L'atac a l'ambaixada turca fou una gran vergonya internacional per al Canadà. Durant molts anys, diversos diplomàtics estrangers destinats a Ottawa havien demanat al govern canadenc millores en la seguretat, però sense obtenir resposta. Turquia va declarar Ottawa com una de les destinacions més perilloses del món per als diplomàtics turcs.
Canada necessitava una unitat capaç de derrotar un grup determinat i bén armat. Aquesta necessitat fou ignorada fins al 12 de març de 1985, quan succeï l'assalt a l'ambaixada turca. Aquest esdeveniment provocà un canvi en l'actitud del govern canadenc envers els grups insurgents, portant a la creció de la Joint Task Force Two.
Claude Brunelle va ser condecorat de manera pòstuma amb l'Estrella al Coratge per retenir als assaltants suficient temps com per permetre a l'ambaixador turc fugir de l'edifici.